# Max Uhle
Friedrich Maximilian Uhle, född 25 mars 1856 i Dresden, Kungariket Sachsen, död 11 maj 1944 i Loeben, Övre Schlesien, är känd i den spansktalande världen som Federico Max Uhle. Han var en tysk arkeolog, vars arbete i Peru, Chile, Ecuador och Bolivia i slutet av 1800-talet hade en betydande inverkan på arkeologin i Sydamerika. Han var initiativtagare till den vetenskapliga arkeologin i Peru, som omvärderade och spred kunskapen om de förcolumbianska kulturerna. De hade fram till dess bara ansetts som ett kort preludium till Inkariket.
Uhle tog examen 1880 vid Leipzigs universitet. Han gifte sig med Charlotte Grosse i Philadelphia, Pennsylvania, där han arbetade på University of Pennsylvania under flera år. Uhle studerade till filolog, men under sin tid som intendent vid Dresden Museum blev han intresserad av Peru.

## Pachacámac
Han var den förste som tillämpade den stratigrafiska metoden vid utgrävningarna av Pachacámac 1896 och den förste att notera att ikonografin från Tiwanaku hade spridit sig från Titicacaområdet till stora delar av det peruanska territoriet, en iakttagelse som gav upphov till teorin om tihuanaco-imperiet. Han var också upptäckare av Moche (som han kallade Proto-Chimú) och författaren till den första skissen till en kronologi som startade från de äldsta kända pre-Inka-kulturerna till inkatiden. Uhle var författare till den immigrationistiska teorin om ursprunget till den andinska kulturen, som hävdade att den härrörde från Mesoamerika (Mexiko och Centralamerika), en teori som tillbakavisades av Julio C. Tello, försvarare av nämnda kulturs autoktona karaktär. Uhle har kallats fadern till den peruanska vetenskapliga arkeologin.
Han utförde utgrävningar i Pachacámac, i Luríndalen, söder om Lima, där han för första gången i Amerika använde en stratigrafisk metod, en teknik som gör det möjligt att åldersbestämma vissa lämningar i förhållande till andra, baserat på deras position i de analyserade skikten. Efter ett långt arbete återvände han till Philadelphia för att rapportera sina resultat. Baserat på dessa studier publicerade han 1903 verket Pachacámac, som fick mycket beröm och fortfarande används som grundtext för studiet av sydamerikansk arkeologi. Han var den förste som bekräftade expansionen av Tiahuanaco-kulturen på peruanskt territorium, genom att observera keramik, textilier och andra artefakter längs peruanska kusten, mönster som är typiska för nämnda kultur, vilket med senare forskning har hänförts till Huari. Han samlade tusentals artefakter inklusive keramik, snäckor, textilier, metaller, föremål gjorda av trä och andra växtmaterial, och föremål konstruerade av animaliska material som fjädrar, ben och hud. Han koncentrerade sig på att datera dessa artefakter och etablerade ett system baserat främst på textildesign.